# The Quakes
The Quakes ist eine 1986 von Paul Roman, Rob Peltier und Dave "The Ace" Hoy gegründete Psychobilly-Band aus den USA.

## Geschichte

### 1980–1990
The Quakes wurden 1986 in Buffalo in den USA von Paul Roman, Rob Peltier und Dave "The Ace" Hoy gegründet. Zu Anfang erregte die Band mit ihrem damaligen Neo-Rockabilly-Stil kaum Aufmerksamkeit, daher begann sie immer mehr Punk-Elemente ihrem Stil beizufügen. Ebenso wie sich ihr Musikstil veränderte, vollzog sich dies bei ihrem Kleidungsstil. Aus den Rockabilly-Klamotten, pegged pants und bowling shirts wurden zerrissene Jeans und Spingerstiefel. Ab diesem Zeitpunkt waren The Quakes eine Psychobilly-Band.
Im Herbst des Jahres 1987 verließen The Quakes die USA und gingen nach London. Damals war London der Mittelpunkt der Psychobilly-Szene. Bei der Rückreise vom ersten größeren Auftritt, auf einem Psychobilly-Festival in Weize Belgien, wurde der Band vom Zoll die Einreise nach Großbritannien verweigert. Grund war eine fehlende Arbeitserlaubnis.
So tourten The Quakes in der Folgezeit als Support von Coffin Nails durch Belgien und Deutschland. Gegen Ende 1988 unterschrieben sie ihren ersten Plattenvertrag bei dem Label Nervous Records.
Die Band lebte nun wieder in London, als sie 1988 ihr erstes gleichnamiges Album The Quakes veröffentlichten. Nachdem sie im Sommer 1988 rund um London Auftritte hatte, kehrte der Dave "The Ace" Hoy nach Buffalo zurück, wo er kurz darauf, noch vor seinem 18. Geburtstag, bei einem tragischen Autounfall ums Leben kam.
Den Platz als Drummer nahm im Herbst 1989 Chris Van Cleve ein, der mit Paul Roman schon in einer früheren Band gespielt hatte. In dieser Besetzung waren sie auch beim ersten und zweiten Big Rumble Festival in London.

### 1990–2000
Im Jahr 1990 erschien mit Voice of America das zweite Album der Quakes. Dabei bewegten sich The Quakes musikalisch, durch das Verwischen der Grenze zum Psychobilly, wieder ein Stück zurück in Richtung Rockabilly. Zu dieser Zeit wurde Brian Doran der neue Drummer und ersetzte Chris Van Cleve. Bereits 1991 kam Chris Van Cleve aber wieder zurück zur Band. In nun wieder neuer und gleichzeitig alter Besetzung, begann die Band durch Europa zu touren. Bei einem dieser Auftritte wurde die Band von Sony/Japan beobachtet und konnte daraufhin einen neuen Plattendeal an Land ziehen. So wurde ihr drittes Album New Generation 1992 in Japan aufgenommen und 1993 bei Sony/Japan veröffentlicht. Es folgte eine Tour mit 13 Auftritten in Japan.
Mit ihrem vierten Album Quiff Rock im Jahre 1995, besannen sich The Quakes nach New Generation wieder auf ihre Wurzeln. Es folgten Auftritte in Europa, doch die Psychobilly-Szene in Europa war gegen Ende der 1990er Jahre stark geschrumpft und so waren diese Auftritte hauptsächlich bei Festivals.

### 2000–2014
Während der Blütezeit der Psychobilly-Szene in Europa, war dieser Musikstil in den USA wenig bis gar nicht bekannt. Dies änderte sich mit Beginn des Jahres 2000. So fand das Big Rumble Festival, nun unter dem neuen Namen, als American Rumble statt in London in USA statt. Hier traten auch The Quakes wieder auf. Ein Jahr später, 2001, nahm die Band mit Last of the Human Beings, ihr fünftes Studio-Album auf. Das Album erschien bei Orrexx Records, dem neuen Label von Paul Roman.
Im Februar 2004 ging Paul Roman nach Finnland und gründete dort als Nebenprojekt eine neue Band mit dem Namen The Paul Roman 3. Mit ihr spielte er vor allem alte und neue The Quakes Songs und gab anschließend eine Tour mit 25 Auftritten in Europa.
Mit Psyops veröffentlichte The Quakes 2005 ihr sechstes Album. Ein Jahr später feierte die Band ihr 20-jähriges Bestehen.
Zu dieser Zeit verließ Rob Peltier die Band und konnte anfangs nur durch wechselnde Musiker ersetzt werden. Dies änderte Sich erst 2007 als mit Kenny Hill ein neuer fester Bassist zur Band dazu kam.
Bereits 2008 kam es aber erneut zu einem Wechsel innerhalb der Band. Juan Carlos kam als neuer Drummer. Im selben Jahr war die Band der Headliner beim Psychomania Festival in Potsdam. Nach einigen Shows wurde 2009 Negative Charge veröffentlicht. Ein Jahr später ging die Band zum ersten Mal nach Brasilien. Dort gab sie ein TV- und ein Radio-Interview und erhielt einen Artikel im Rollingstone/Brazil.
2012 kam mit Wes Hinshaw ein neuer Bassist zu den Quakes und ersetzte damit Kenny Hill. Ihr Album Planet Obscure wurde 2012 veröffentlicht.

The Quakes, Live 2014
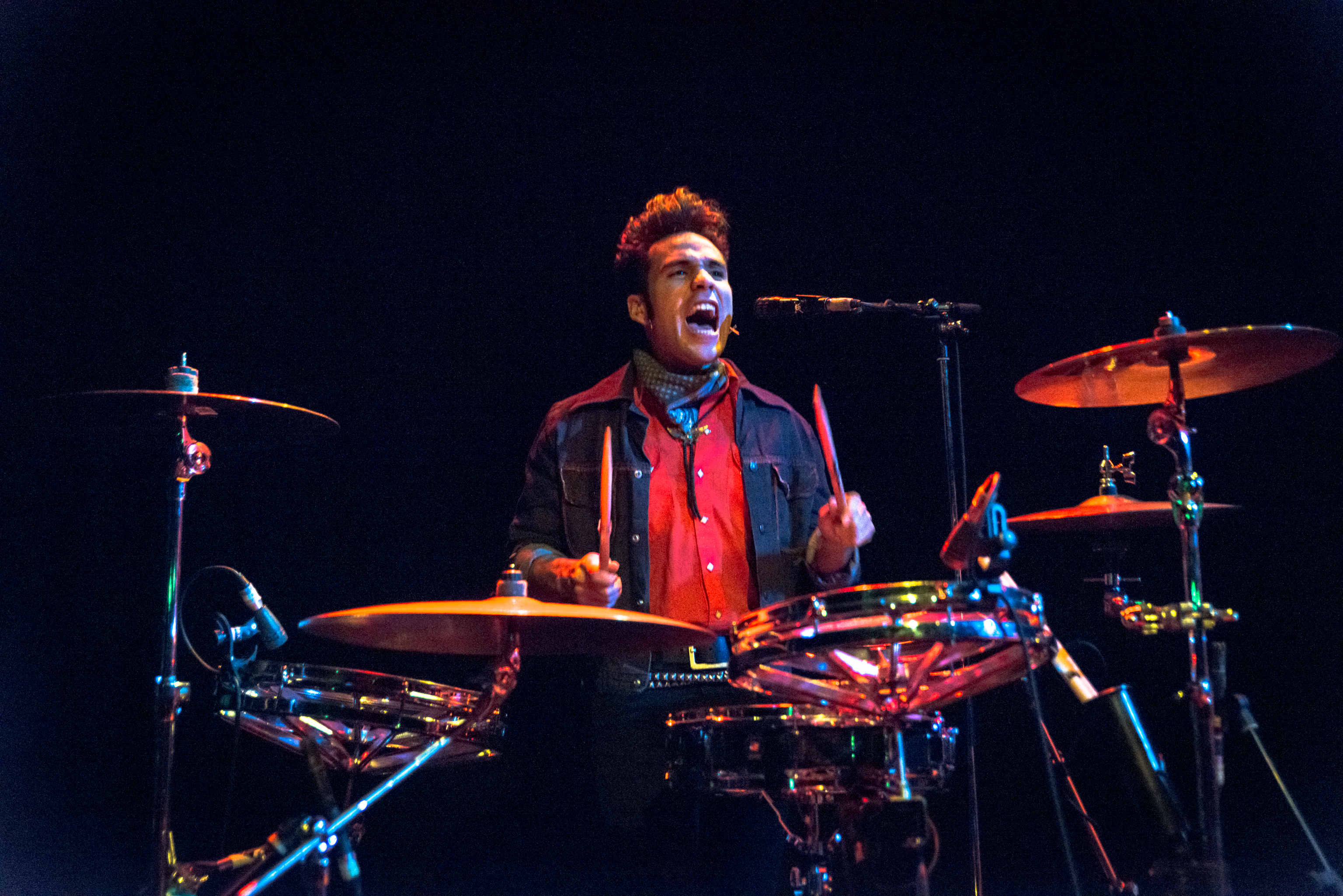
Juan Carlos
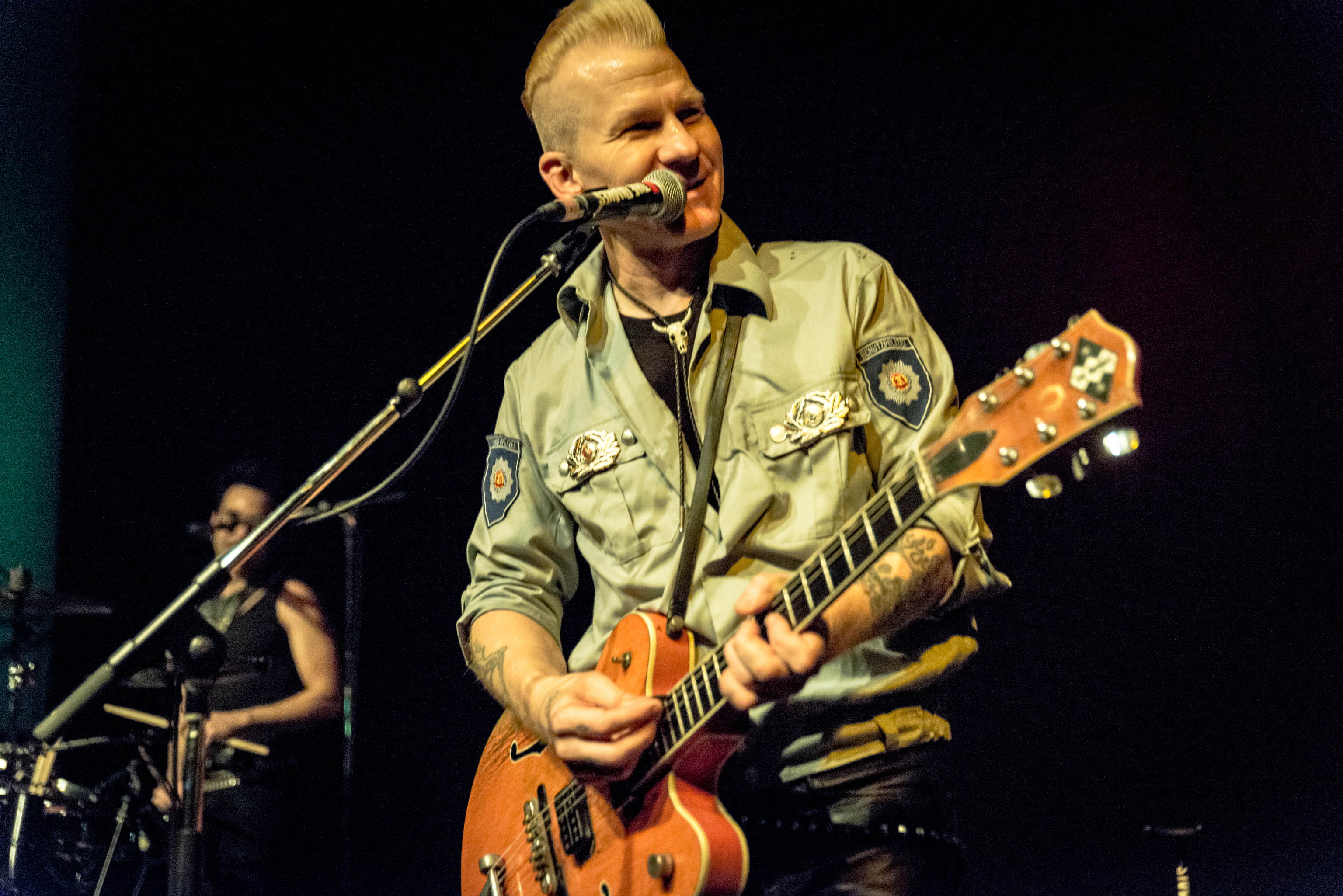
Paul Roman
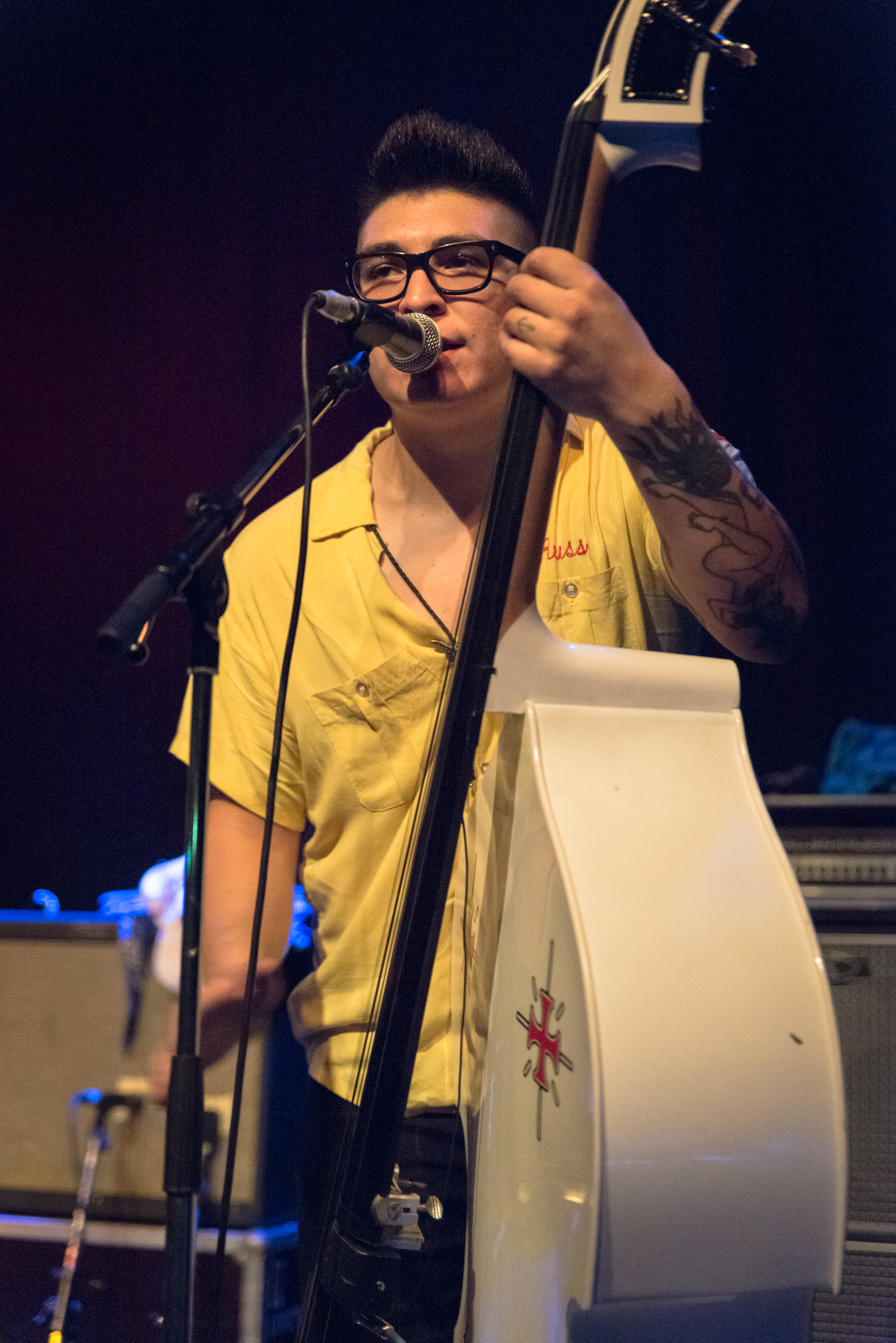
Wes Hinshaw

## Diskografie
Alben
- The Quakes (1988, Nervous Records)
- Voice of America (1990, Nervous Records)
- Live in Tokyo (1991, Planet Records/ Nervous Records)
- New Generation (1993 Sony Japan/Nervous Records)
- Quiff Rock (1996, Tombstone Records)
- Last of the Human Beings (2001, Orrexx Records)
- Psyops (2005, Orrexx Records)
- Quiff Rock (2007, Orrexx records)
- Negative Charge (2009, Orrexx Records)
- Planet Obscure (2012, Orrexx Records)